# Бреде Мое
Бреде Матіас Мое (норв. Brede Mathias Moe, нар. 15 грудня 1991, Флатангер, Норвегія) — норвезький футболіст, захисник клубу «Буде-Глімт».

## Ігрова кар'єра
Бреде Мое починав свою футбольну кар'єру у клубі Четвертого дивізіону «Стейнг'єр» у 2009 році, де провів два сезони. Після чого перейшов до клубу Адекколіги «Рангейм». Там своєю результативною грою футболіст привернув увагу керівництва клубів Елітсерії і вже у 2013 році приєднався до норвезького гранда - «Русенборга».
Але в основі «чорно - білих» Мое провів лише три матчі і наступного сезону відправився в оренду до «Буде-Глімт». А після завершення договору оренди Мое підписав з клубом з півночі повноцінний контракт і у 2017 році допоміг клубу піднятися до Елітсерії. А у 2020 році вперше в історії разом з клубом виграв чемпіонат Норвегії.
У 2013 році Бреде Мое провів одну гру у складі молодіжної збірної Норвегії.

## Досягнення
Буде-Глімт
 Чемпіон Норвегії: 2020, 2021, 2023